# Klaus Sammer
Klaus Sammer (* 5. Dezember 1942 in Gröditz) ist ein ehemaliger deutscher Fußballspieler und -trainer.

## Sportliche Laufbahn

### Gemeinschafts- und Clubstationen
Klaus Sammer, dessen Vater im Zweiten Weltkrieg verstarb, begann ab 1954 organisiert bei der BSG Stahl im nordsächsischen Gröditz Fußball zu spielen. Nach seiner Schulausbildung absolvierte er eine Dreherlehre. Zu Beginn der Saison 1962/63 wechselte er 19-jährig zum SC Einheit Dresden, der gerade aus der DDR-Oberliga abgestiegen war. In den folgenden Jahren bemühte sich Einheit vergeblich um den Wiederaufstieg, und als auch in der Spielzeit 1964/65 der Aufstieg verpasst wurde, Lokalrivale Dynamo Dresden aber drei Spieltage vor dem Finale der Oberliga in akuter Abstiegsgefahr schwebte, wechselte der 1,91 Meter große Sammer gemeinsam mit seinem Clubkollegen Klaus Engels im Mai 1965 zu Dynamo und half dort, den Klassenerhalt zu sichern. Die Aktion war nicht unumstritten, da zu dieser Zeit die Mehrheit der Dresdner Fußballanhänger zum SC Einheit stand.
Bis zum Ende seiner aktiven Laufbahn 1975 blieb Sammer bei Dynamo und bestritt dort, wechselweise als Verteidiger oder als Mittelfeldspieler eingesetzt, 183 Oberligapunktspiele (27 Tore) sowie 26 Spiele (2 Tore) in der zweithöchsten Spielklasse (DDR-Liga). Mit Dynamo Dresden wurde Sammer 1971 und 1973 DDR-Fußballmeister und gewann 1971 den DDR-Fußballpokal. In 19 Europapokalspielen erzielte Klaus Sammer zwei Tore. Sammer wurde am 14. Februar 1976 vor dem Oberligaspiel Dynamo Dresden – Sachsenring Zwickau aus der Dresdner Oberligamannschaft und der Nationalmannschaft verabschiedet. In dieser Spielzeit 1975/76 trat er in der Zweitvertretung der Dresdner Dynamos letztmals in der Liga als aktiver Fußballer in Erscheinung.

### Auswahleinsätze
Sein Debüt in der Fußballnationalmannschaft der DDR gab Sammer am 11. November 1970 gegen die Niederlande, die in einem EM-Qualifikationsspiel im Dresdner Dynamo-Stadion mit 1:0 besiegt wurde. Der Sachse gehörte auch zum Spielerkader, der sich für die WM in der Bundesrepublik qualifizierte – beim Turnier 1974 gehörte jedoch nicht mehr zum Kader der Ostdeutschen. Auswahltrainer Georg Buschner setzte ihn am 26. September 1973 zum 17. und letzten Mal in der DDR-Fußballnationalmannschaft ein.
Er war mit der DDR-Olympiaauswahl, damals identisch mit der A-Nationalelf, an der erfolgreichen Qualifikation für das olympische Fußballturnier 1972 beteiligt, durfte die Reise zu den Spielen nach München aber nicht antreten. Rückblickend vermutete er politische Einflussnahme, auch aufgrund vorhandener, im DDR-Spitzensport ungern gesehener Westverwandtschaft, als den Grund für seine Nichtnominierung, da er im Anschluss an die Partien in Bayern von Buschner wieder regelmäßig im DFV-Team eingesetzt wurde.

### Erfolge als Spieler
- DDR-Meister: 1970/71, 1972/73
- FDGB-Pokalsieger: 1970/71
- FDGB-Pokalfinalist: 1971/72, 1973/74, 1974/75

## Trainerlaufbahn

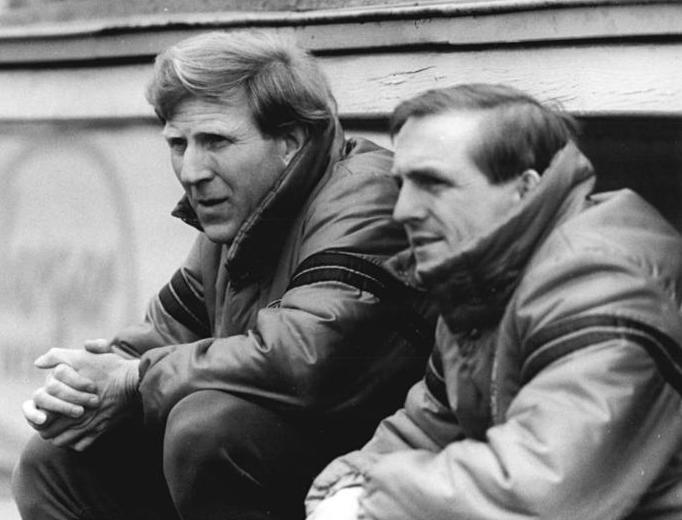
Klaus Sammer (links) neben seinem Assistenten Dieter Riedel auf der Dynamo-Bank (1986)

Nach seinem Karriereende trainierte Sammer, der ein Diplom als Sportlehrer erworben hatte, ab 1983 seinen Heimatverein SG Dynamo Dresden, den er zu zwei FDGB-Pokalsiegen führte. Sowohl in der Saison 1983/84 (2:1) als auch in der Spielzeit 1984/1985 (3:2) konnte dabei im Berliner Stadion der Weltjugend der Oberliga-Serienmeister, der Berliner FC Dynamo, besiegt und am nationalen Double gehindert werden. Eine 3:7-Niederlage gegen Bayer 05 Uerdingen im Viertelfinalrückspiel des Europapokals der Pokalsieger am 19. März 1986 (auch als Wunder von der Grotenburg bezeichnet) war gemeinsam mit der Flucht des Dynamo-Spielers Frank Lippmann der Auslöser, dass Sammer nach der Saison 1985/1986 als Cheftrainer zurücktreten musste und durch Eduard Geyer ersetzt wurde. Sammer hatte Lippmann aus disziplinarischen Gründen eigentlich nicht aufstellen wollen, wurde aber dazu gezwungen, da sich das MfS von einer Aufstellung Lippmanns, der im laufenden Wettbewerb vor dem Rückspiel bereits vier Tore erzielt hatte, größeren sportlichen Erfolg versprach. Anschließend wurde er als Jugendtrainer zum Trainingszentrum Meißen delegiert.
Klaus Sammer übernahm von Juli 1992 bis April 1993 noch einmal – damit ist er einer von sechs Trainern Dynamo Dresdens mit mehreren Amtszeiten – kurzzeitig den mittlerweile in der Bundesliga spielenden 1. FC Dynamo Dresden als Chefcoach und war anschließend in vielfältigen Funktionen für den DFB tätig.

### Erfolge als Trainer
- FDGB-Pokalsieger: 1983/84, 1984/85
- DDR-Vizemeister: 1983/84, 1984/85

## Trivia
Klaus Sammer ist der Vater des Fußballers, Trainers und Funktionärs Matthias Sammer, der seine Karriere in der Oberligaelf der Dresdner Dynamos unter seinem Vater begann.
Bei den Kommunalwahlen 1994 wurde Sammer für die Freien Bürger in den Dresdner Stadtrat gewählt.